# منتخب بلغاريا لكرة قدم الصالات
منتخب بلغاريا لكرة قدم الصالات (بالبلغارية: Национален отбор по футзал на България)‏ هو ممثل بلغاريا الرسمي في المنافسات الدولية في كرة الصالات .